# RTRFM
RTRFM (distintivo de señal: 6RTR) es una organización sin ánimo de lucro, estación de radio comunitaria con sede en Perth, Australia Occidental.
Está auto-financiada, en gran parte a través de la suscripción de oyentes y eventos de recaudación de fondos, sin embargo, sí tienen algún "material publicitario" (patrocinio común con todas las radios comunitarias en Australia) en un máximo de 5 minutos por hora. Se emite las 24 horas del día, en el 92,1 de la FM. El nombre RTRFM es una contracción de  "aRTy Radio".
Se estima que más de 103000 oyentes mayores de 15 años escuchan regularmente RTRFM (aproximadamente el 8% de la población de más de 15). La programación de RTRFM es diversa y amplia, dando cabida a la música local, música de baile, jazz, electrónica, blues, rock clásico, metal, indie, noticias de la GLBTIQ, temas de actualidad y más. 

## Historia
La estación de radio comenzó su andadura como RTRFM en la Universidad de Australia Occidental (UWA en inglés). El proyecto se inició el 1 de abril de 1977, con el indicativo de difusión 6UWA. Poco después, se involucró la Universidad de Murdoch y el indicativo de la estación pasó a ser 6UVS.
En noviembre de 1990, el Senado de la UWA decidió cerrar la estación de radio y las transmisiones cesaron esa noche. 6UVS estuvo fuera de antena durante seis meses, mientras se levaron a cabo las negociaciones entre la Universidad, los voluntarios de la estación y la Australian Broadcasting Authority. Se instruyó una audiencia pública y se determinó que la Universities Radio Ltd. (una empresa conjunta de la UWA y la Universidad de Murdoch) podría convertirse en Arts Radio Ltd. con el indicativo de 6RTR. La estación se mantuvo con sus instalaciones en la UWA. Murdoch se mantuvo involucrada a través del programa Murdoch Magazine (que luego se convertiría en Morning Magazine).
En 2005, se trasladó RTRFM de un domicilio en el edificio de Sanders de la Universidad de Australia Occidental a sus propias instalaciones en la calle de Beaufort, en Mount Lawley, que es donde se encuentra hoy en día.